# Воркута (аэродром)
Воркута (Советский) — военный аэродром в Коми, в 11 километрах к востоку от Воркуты.
Длина ВПП — одна из самых больших в российской Арктике (3550 м), покрытие бетонное. ВПП построена в 1950-е годы. Использовался как запасной для бомбардировщиков Ту-95.
В 1980-е годы аэродром был реконструирован как одно из резервных мест приземления космоплана советской многоразовой транспортной космической системы «Буран».
Вблизи города имеется также аэропорт.